# سورش گوپی
سورش گوپی (انگلیسی: Suresh Gopi ) یک مجری تلویزیون، و بازیگر سینما اهل هند است.
از فیلم‌ها و برنامه‌های تلویزیونی که وی در آن نقش داشته‌است می‌توان به لپ‌تاپ اشاره کرد.

## فیلم‌شناسی
فهرست برخی از فیلم‌هایی که سورش گوپی در آن‌ها به ایفای نقش پرداخته‌است:
- لپ‌تاپ
- اخبار
- دفتر
- نوای زنگ
- شهر
- زمان
- کارآگاه
- قفل زینتی
- راهنمای معنوی
- مقاله اصلی
- پادشاه و کمیسر
- آن یکی
- پرونده جرم
- دینا